# Damien Rice
Damien Rice (født 7. december 1973 i Dublin, Irland) er en irsk singer/songwriter og folkrockmusiker. Han er mest kendt for den kritikerroste plade O som udkom i februar 2002.
Han voksede op i byen Celbridge i County Kildare i Irland. Fra en ung alder brugte han meget tid på musik og på at male. Hans musikalske karriere begyndte i 90'erne med indierock-gruppen Juniper. Han forlod bandet i 1998, hvorpå han flyttede til Toscana og rejste derpå rundt i Europa, hvor han spillede på gader og stræder. I 2001 vendte han tilbage til Dublin, hvor han lånte penge til at indspille en demo og sendte den til produceren og filmkomponisten David Arnold, som derpå hjalp Rice med at købe et mobilt studie.
Singlen "The Blower's Daughter" som udkom i 2001 blev et top 20-hit i Irland, og i februar 2002 kom albummet O, der blev modtaget med overvældende anmelderroser i hjemlandet.[kilde mangler] Coveret er tegnet af Rice selv.
I 2003 blev O belønnet med den amerikanske musikpris The Shortlist Music Prize, som gives til årets mest nyskabende album.
Singlen "Cannonball" fra O blev første gang udgivet i 2002, men i 2004 blev det remixet og gav ham et gennembrud i Storbritannien. I juli 2004 var nummeret Ugens Uundgåelige på danske P3. Senere på året blev O genudgivet som O & B-Sides.
Damien Rices musik har flere gange været anvendt i film og tv-serier. Bl.a. blev numrene "The Blower's Daughter" og "Cold Water" brugt i Mike Nichols' film Closer (2004).
I november 2006 udgav Damien Rice sit andet album 9.

## Diskografi

### Albums
- 2002 O
- 2006 9
- 2014 My Favourite Faded Fantasy

### Livealbums
- 2007 Live at Fingerprints Warts & All
- 2007 Live from the Union Chapel